# Cavernas y simas de España
Cavernas y simas de España es una obra del ingeniero de minas español Gabriel Puig y Larraz, publicada primero en el Boletín de la Comisión del Mapa Geológico de España en 1894 y ya como libro en 1896.

## Descripción
Las «descripciones recogidas, coordinadas y anotadas por D. Gabriel Puig y Larraz», que ya habían sido publicadas en 1894 en el Boletín de la Comisión del Mapa Geológico de España, se reunieron en un libro que vio la luz en el establecimiento tipográfico de la Viuda é Hijos de M. Tello, sito en la madrileña calle de San Francisco. El autor cita como predecesor de su trabajo el apéndice a la Descripción física y geológica de la provincia de Madrid, obra de Casiano de Prado, del que dice, sin embargo, que era «valioso punto de partida» pero «muy deficiente y que podía ampliarse con relativa facilidad». «En muchos casos no sólo hemos tenido que despojar á las descripciones de las galas literarias con que corren adornadas, sino que también hemos sacrificado, y esto con sentimiento por el interés etnográfico que tienen, las leyendas y consejas que suelen contarse», aclara en el preámbulo. La obra, que se acerca a las trescientas páginas de descripciones, acompañadas todas ellas de bibliografía relacionada de interés, recorre las provincias en orden alfabético; así, comienza con la cueva de los Moros de Corro, en la provincia de Álava, y concluye con la cueva de la Falangra, en la localidad zaragozana de Uncastillo.